# Mobile Suit Gundam SEED Destiny
Mobile Suit Gundam SEED Destiny (機動戦士ガンダムSEED DESTINY, Kidō Senshi Gandamu Shīdo Desutinī) é uma série de anime de mecha japonesa de 2004 feito pela Sunrise. É uma sequência direta de Mobile Suit Gundam SEED e é a décima parcela da franquia Gundam. Ele possui grande parte da equipe de Gundam SEED, incluindo o diretor Mitsuo Fukuda. Dois anos depois da série original Mobile Suit Gundam SEED, o enredo segue a história do jovem Shinn Asuka, um soldado da ZAFT, composta por humanos nascidos geneticamente melhorados conhecidos como Coordinators. Como a ZAFT está prestes a entrar em outra guerra contra a raça humana normal, os Naturals, a série se concentra no envolvimento de Shinn, bem como vários personagens que retornam na guerra. A série abrangeu 50 episódios, exibidos no Japão a partir de 9 de outubro de 2004 à 1 de outubro de 2005 na Japan News Network em suas estações de televisão Tokyo Broadcasting System e Mainichi Broadcasting System.
Em dezembro de 2005, a Sunrise lançou um episódio especial que revivera os eventos do último episódio da série. Uma série de quatro filmes compilando a série também foi lançada no Japão. Gundam SEED foi adaptado em vários mangás e light novels publicadas por Kodansha e Kadokawa Shoten.
Mobile Suit Gundam SEED Destiny tornou-se altamente popular no Japão, tendo vendido mais de um milhão de volumes de DVD e trilhas sonoras. A série também foi vencedora do Anime Grand Prix nas pesquisas de 2004 e 2005. A recepção crítica também foi positiva com foco nos temas e eventos ocorridos ao longo da série. No entanto, o Gundam SEED Destiny tem sido comparado com o prequel por compartilhar situações semelhantes com o OVA cortado pelo diretor, tendo ajudado a melhorar um final que se sentia fraco.

## Enredo
Gundam SEED Destiny define a história dois anos depois da série original e começa quando a líder da Orb, Cagalli Yula Athha, se reúne com o presidente da PLANT, Gilbert Durandal, para discutir a construção de novos mobiles suits feitos para a organização militar ZAFT. Três deles são roubados por um grupo chamado Phantom Pain, que é controlado pela organização terrorista Blue Cosmos. O guarda-costas de Cagalli, Athrun Zala, junta-se ao piloto da ZAFT Shinn Asuka para detê-los. Durante a luta, o navio de guerra da ZAFT,  Minerva é ordenado a destruir as ruínas de uma colônia espacial para evitar que ele cai na Terra. Eles descobrem que soldados "malditos" da ZAFT estão controlando a colônia para colidir com a Terra. Depois de não destruir completamente a colônia, uma segunda guerra começa entre as facções, a Aliança da Terra e a ZAFT, uma vez que as notícias espalharam que os soldados da ZAFT fizeram com que a colônia colidisse na Terra. O país neutro da Orb se aliou com a Aliança da Terra, com o primeiro a ter se juntado ao Blue Cosmos. Isso leva essas três facções a enfrentar os soldados da ZAFT várias vezes, com o retorno de Athrun a ZAFT.
Mais tarde na guerra, o navio de assalto de classe Archangel interfere nas lutas entre a ZAFT e a facção da Aliança da Terra. Aliada com o Archangel, Cagalli não consegue impedir o seu país de lutar e o Archangel está envolvido na luta. Athrun fica descontente depois que Gilbert Durandal ordena a destruição de seu amigo Kira Yamato e do Archangel, julgando-os como inimigos. Ele é derrotado com Meyrin Hawke quando Durandal o enquadra como um traidor. Cagalli consegue recuperar a liderança da Orb, fazendo com que os membros do Blue Cosmos falhem no espaço. O líder do Blue Cosmos, Lord Djibril, ordena que o Requiem dispare, o que destrói muitas das colônias espaciais da PLANT, resultando em muitas mortes. A tripulação da Minerva mata com sucesso Lord Djibril e captura o Requiem. Gilbert Durandal, então, anuncia o "Plano do Destino", um plano em que o trabalho ou a tarefa de uma pessoa será baseado em sua genética, e usa o Requiem para destruir qualquer um que se oponha. Isso traz Shinn e a tripulação da Minerva em conflito direto com o navio Archangel e as forças da ZAFT que se opuseram. Kira e Athrun com seus novos mobiles suits, ZGMF-X20A Strike Freedom e ZGMF-X19A Infinite Justice respectivamente, e seus aliados, derrotam as forças da ZAFT e destroem o Requiem. Durandal é morto por um de seus seguidores, Rey Za Burrel.
O final da série foi expandido tanto na animação de vídeo original quanto no último filme de compilação. Logo após a morte de Durandal, a Aliança da Terra, a ZAFT e a União Orb se encontram para acabar com a guerra, com Lacus Clyne atuando como negociadora. Depois de lutarem entre si várias vezes em seus mobiles suits, Kira e Shinn se encontram pessoalmente pela segunda vez e prometem unir forças para um futuro melhor.

## Produção
Mobile Suit Gundam SEED Destiny foi anunciado pela primeira vez em julho de 2004 em revistas japonesas. Antes, o ator de voz Seki Tomokazu havia afirmado que estava trabalhando em um show popular com os fãs, sugerindo que ele estava relacionado ao Mobile Suit Gundam SEED. No mês de agosto, o primeiro trailer da série foi hospedado online no seu site oficial. Antes da estréia da série, o membro do pessoal, Kabashima Yousuke, deu dicas sobre o personagem de Shinn, dizendo que o protagonista de Gundam SEED Destiny seria um personagem não visto na prequel, e ele teria uma aparência fina. A equipe principal de Mobile Suit Gundam SEED permaneceu em Gundam SEED Destiny, incluindo o diretor Mitsuo Fukuda. Quando a série estreou no Japão, Fukuda afirmou que, ao contrário de Gundam SEED, a continuação não se concentraria no relacionamento de Kira e Athrun, mas com o envolvimento de Shinn na guerra. Ele abordou que tal conflito aconteceria na série, mas se absteve de dar suas razões. A fim de adicionar mais entretenimento à série, a equipe também trabalhou nas cenas de luta entre mobiles suits. O personagem de Shinn foi projetado para contrastar a Kira em relação ao seu envolvimento em toda a série, mas, como Kira fez, ele também passaria por um grande desenvolvimento.

## Recepção

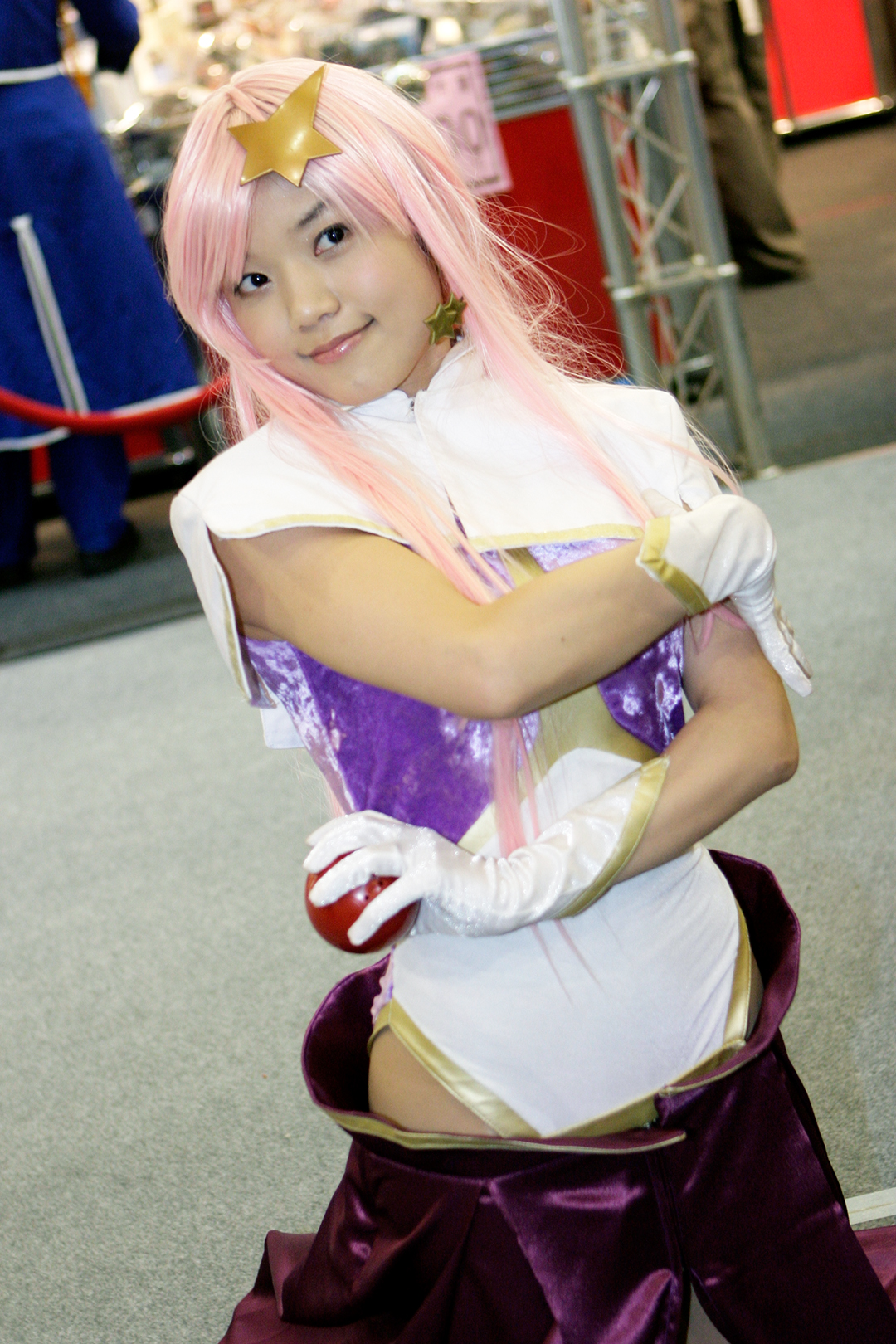
Cosplayer de Meer Campbell, personagem da série.

A série tem sido muito popular no Japão, tendo ganho os prêmios Animage Anime Grand Prix pelo melhor anime nas pesquisas de 2004 e 2005. Em ambas as pesquisas, Athrun Zala, Kira Yamato e Lacus Clyne também lideraram as categorias de personagens mais populares, com o último episódio e o OVA também ocupando sua própria categoria. As vendas de DVD foram boas, com várias delas aparecendo no ranking oficial japonês. Em novembro de 2005, a Bandai Visual anunciou que Gundam SEED Destiny vendeu mais de um milhão de volumes de DVD no Japão. As bandas sonoras também foram populares entre os dois temas de T.M. Revolução e Nami Tamaki ficaram no top do gráfico Oricon durante o seu lançamento. Nos prêmios Recording Industry Association of Japan, Gundam SEED Destiny foi o vencedor na categoria de álbum de animação. Nos DVDs mais vendidos da Nation Anime, o duodécimo volume de Gundam SEED Destiny ocupou o nono lugar.
Gundam SEED Destiny recebeu criticas positivas, mas foi frequentemente comparado com Gundam SEED. O backstory de Gundam SEED foi notado como essencial para o enredo de "Gundam SEED Destiny", ao ponto de Maria Lin considerar que era obrigatório observar o primeiro para entender completamente a série. O novo elenco de personagens foi bem recebido com o relacionamento entre Rey Za Burrel e Neo Roanoke trazendo especulações sobre suas identidades devido a como ela refletia aos de Gundam SEED. No entanto, a reação inicial ao personagem principal Shinn Asuka foi mista devido à sua personalidade antagônica e como alguns dos personagens novos e retornados ofuscaram seu papel na série. Enquanto em alguns pontos o papel e relacionamentos de Shinn foram encontrados divertidos, Ross Liversidge, do Reino Unido, gostou de como o retorno do personagem de Kira Yamato assumiu um papel maior na série.
Ainda assim, os temas da série também foram elogiados por serem divertidos e discutíveis apesar de compartilhá-lo com outras séries de Gundam. Chris Beveridge da Mania Entertainment comentou sobre isso, afirmando que, "embora traga paralelos de outras séries, os temas de Gundam SEED Destiny são feitos bem, e que também, ele permanece por conta própria." Os últimos episódios foram criticados por trazer situações semelhantes às do final de Gundam SEED. Em contraste, as cenas de luta que ocorreram nesses episódios foram louvadas ao lado do impacto emocional trazido por algumas cenas. O OVA repaginando os eventos do último episódio da série foi elogiado por explicar os eventos de "Gundam SEED Destiny", como as discussões de Gilbert Durandal com Rau Le Creuset. Também foi observado que fizeram um final mais satisfatório, permitindo desenvolver mais de seus personagens com o foco emocional sendo mais explorado do que no final da série de televisão.
A animação da série foi altamente elogiada pelos desenhos de cores e personagens. Os desenhos dos mobiles suits foram bem recebidos, apesar do fato de eles se transformarem, algo considerado brega por Paul Fargo, da Anime News Network. As cenas de luta também foram notadas como o foco principal dos últimos episódios da série de televisão, pois trouxeram cenas de ação divertidas com os novos mechas introduzidos. No entanto, observou-se que o OVA minimizava essas cenas, sendo que algumas delas eram difíceis de entender. A Soundtracks também teve elogios por trazer temas divertidos e o retorno de Nami Tamaki. Fargo afirmou que o compositor Toshihiko Sahashi melhorou notavelmente suas pontuações de Gundam SEED, com os temas de abertura e encerramentos dos artistas também sendo divertidos. A voz japonesa foi notada por trazer ídolos populares como Maaya Sakamoto, resultando em agradável. Por outro lado, a resposta ao elenco em inglês foi mesclada com alguns atores fazendo retratos atraentes, enquanto em outros casos mais fracos. No entanto, Don Houston, da DVD Talk, recomendou aos telespectadores que escutassem a dublagem inglesa em vez da versão japonesa original, tendo notado que alguns efeitos sonoros foram remixados e, assim, melhorarando o áudio.

## Mídias

### Anime

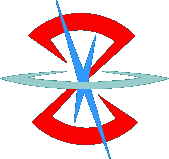
Logo do exército dos Coordinators, Zodiac Alliance of Freedom Treaty (ZAFT)

Gundam SEED Destiny teve sua transmissão de estréia no Japão em 9 de outubro de 2004, às 18:00h nas estações de televisão da Japan News Network,  Tokyo Broadcasting System e Mainichi Broadcasting System, substituindo a primeira série de anime de Fullmetal Alchemist e terminou em 1 de outubro de 2005. Em dezembro de 2005, um episódio especial chamado "The Chosen Future" foi exibido no Japão. O episódio é principalmente um remake do episódio 50, estendendo o final da série. A série foi coletada em um total de treze volumes de DVD que foram lançados no Japão de 24 de fevereiro de 2005 a 24 de fevereiro de 2005. Uma Box de DVD da série de televisão, que também incluiu o episódio especial, foi lançado em 9 de abril de 2010.
A série foi licenciada pela Bandai Entertainment para o mercado norte-americano. A adaptação inglesa foi produzida pela Bandai Entertainment em associação com The Ocean Group e a dublagem inglesa foi gravada na Ocean Studios. A série foi lançada em doze DVDs na América do Norte em formato bilingue sem cortes entre 14 de março de 2006 e 8 de janeiro de 2008. O episódio do Final Plus foi anunciado para ser licenciado em julho de 2007, com um único DVD lançado em 15 de abril de 2008. Dois volumes de Box de DVD "Anime Legends", da série, foram lançados mais tarde em 13 de janeiro de 2009 e 19 de maio de 2009. Gundam SEED Destiny começou sua transmissão canadense no YTV, no  bloco de programação Bionix, em 9 de março de 2007, às 21:30h. YTV não exibiu o episódio de recapitulação especial, "Editado". Em 11 de janeiro de 2008, Gundam SEED Destiny foi movido para às 22:30h. No novo horário, Bionix começou com o episódio 40, intervalos de tempo de troca com Bleach. Em 28 de março de 2008, encerrou sua primeira corrida. Em 2007, a série estava disponível on demand de maio à junho no Comcast Cable nos Estados Unidos. Em julho de 2007, apenas os episódios 1 a 22 foram exibidos e foi pensado para ser descontinuado no Comcast Cable; no entanto, em setembro de 2007, foi disponibilizado novamente, desta vez com a versão com duplicação de inglês. Comcast Cable transmitiu o episódio 50º inglês no final de fevereiro de 2008. Devido ao encerramento do Bandai Entertainment, a série está fora de impressão. Em 11 de outubro de 2014, em seu painel de New York Comic-Con de 2014, a Sunrise anunciou a liberação de toda a franquia Gundam, incluindo "Gundam SEED Destiny" na América do Norte, embora a distribuição seja da Right Stuf Inc., começando na primavera de 2015. A Sunrise lançará o remaster em HD de SEED na América do Norte e contará com uma nova dublagem em inglês produzida por NYAV Post.
Em novembro de 2012, o Sunrise anunciou o último episódio remasterizado do projeto de remasterização HD de Gundam SEED  e Gundam SEED Destiny. Pouco depois, o diretor Mitsuo Fukuda anunciou em sua conta do Twitter que o episódio final, do HD, combinaria elementos do final original com os do filme de compilação "Special Edition".
No Brasil, a série chegou licenciada em 24 de maio de 2017, na sua versão remasterizada em HD, no Crunchyroll. Os episódios foram disponibilizados no final de agosto e início de setembro com o áudio original e legendas em português.
Mobile Suit Gundam SEED C.E. 73: Stargazer é uma animação original net animation para Gundam SEED Destiny, e começou a ser transmitida em 14 de julho de 2006. Um DVD contendo os três episódios foi lançado em 24 de novembro de 2006 no Japão.

### Filme
Uma versão de filme da série de TV foi lançada como Mobile Suit Gundam SEED Destiny: Special Edition, que relata a história em quatro partes de 90 minutos. Ao contrário do filme Mobile Suit Gundam SEED: Special Edition, este relato de Gundam SEED Destiny é focado no ponto de vista de Athrun Zala. Os seus quatro volumes de DVD foram lançados de 25 de maio de 2006 à 23 de fevereiro de 2007. Uma caixa de DVD de Gundam SEED: Special Edition e Gundam SEED Destiny: Special Edition foi lançado no Japão em 25 de fevereiro de 2010. Gundam SEED: Special Edition foi licenciada para a América do Norte pelo Bandai Entertainment e foi lançada em DVDs bilíngues entre 17 de junho de 2008 e 13 de janeiro de 2009. Sunrise lançou Gundam SEED Destiny: Special Edition em conjunto com o Right Stuf Inc. em 2015.

### Filme teatral
Embora uma trama tenha sido escrita, a produção do filme teatral de Gundam SEED Destiny não aconteceu. Teria sido o primeiro filme de longa-metragem dentro da franquia Gundam desde Mobile Suit Gundam F91 (1991), mas devido aos atrasos, o filme  de Mobile Suit Gundam 00 manteve esse manto. Este filme foi anunciado pela primeira vez em 6 de maio de 2006, no Sony Music Anime Fes '06 com um breve clipe com os personagens Shinn Asuka, Cagalli Yula Athha, Lacus Clyne, Kira Yamato, e Athrun Zala. Depois da Sony Music Anime Fes '06, a Sunrise anunciou o filme em seu site. Na edição de março de 2008 da revista Animage, Chiaki Morosawa explicou-se que um esquema de trama havia sido criado, mas ela adoeceu devido ao câncer e exigiu tratamento contínuo. O projeto foi implementado em um hiato indefinido. Houko Kuwashima, atriz de voz da personagem Stella Loussier, declarou no seu "SEED Club blog" que a personagem, de alguma forma, também teria um papel no filme. Lacus, Yzak Joule e Dearka Elsman retornariam como membros do Conselho Supremo da PLANT; e Kira, Shinn e Lunamaria Hawke seriam parte do exército ZAFT. Chiaki Morosawa morreu em 19 de fevereiro de 2016.

### Mangá
Várias séries de mangá baseadas na história Gundam SEED Destiny foram lançadas. O primeiro, compartilhando o mesmo título, é escrito e ilustrado pela Masatsugu Iwase. Foi publicado em quatro volumes tankōbon de 22 de abril de 2005 à 23 de junho de 2006 pela Kodansha. Del Rey Manga licenciou este mangá para lançamento na América do Norte em dezembro de 2005. Os volumes foram publicados entre 27 de junho de 2006 e 31 de julho de 2007.
Chimaki Kuori também escreveu Mobile Suit Gundam SEED Destiny: The Edge que conta os eventos do anime do ponto de vista de Athrun Zala. Kadokawa Shoten publicou a série em um total de cinco volumes lançados entre 26 de abril de 2005 e 26 de outubro de 2006.
 Após o final da série, Kuori lançou vários capítulos focados nos outros personagens da série sob o nome de Mobile Suit Gundam SEED Destiny: The Edge Desire. O primeiro volume desta série foi lançado em 26 de junho de 2007 e o segundo em 26 de fevereiro de 2008. Uma versão mangá de Mobile Suit Gundam SEED Destiny Astray foi escrita por Tomohiro Chiba e ilustrada por Kōichi Tokita, e publicado na revista Gundam Ace. Foi coletado em quatro volumes de 25 de janeiro de 2005 a 26 de junho de 2006. Posteriormente, outra história lateral foi criada chamada Mobile Suit Gundam SEED Frame Astrays.

### Música

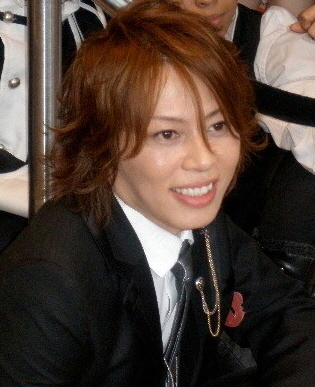
Takanori Nishikawa cantou algumas músicas da série

Numerosas trilhas sonoras e personagens CDs foram lançadas para a série por Victor Entertainment. Três discos de trilha sonora com música composta por Toshihiko Sahashi foram lançados durante a série de 2004-2005. Estes eram os Mobile Suit Gundam Seed Destiny Original Soundtrack, numerados por numeral romano de I a III. Soundtrack I continha uma nova música de Rie Tanaka e foi lançado em 16 de dezembro de 2004, Soundtrack II incluiu uma nova música de Houko Kuwashima e foi lançado em 21 de abril de 2005, e a Soundtrack III continha a música tema de série de Yuki Kajiura e foi lançado em 24 de agosto de 2005. Além disso, uma quarta trilha sonora, denominada Mobile Suit Gundam Seed Destiny Original Soundtrack IV, que continha músicas selecionadas da série, foi lançada em 2 de fevereiro de 2006. As versões de primeira impressão de todas as quatro trilhas sonoras incluíram um recipiente de caixa de plástico de luxo, que substituiu a caixa de jóias padrão pelas versões de versão padrão. Um álbum orquestral de seleções da série, Kokyo Kumikyoku Mobile Suit Gundam Seed Destiny, foi lançado em 16 de dezembro de 2005 e apresentou performances da London Symphony Orchestra. Além das trilhas sonoras, CDs de seis personagens Suit foram lançados com músicas e sequências de drama falado. Eles agiram como um seguimento dos seis CDs lançados para Gundam SEED.
Um total de quatro conjuntos de músicas do tema de abertura e encerramento foram usados em Gundam SEED Destiny. Da mesma forma que o original  Gundam SEED , as músicas foram interpretadas por uma mistura de artistas de alto perfil e futuro. Como antes, várias das canções em destaque tornaram-se singles de topo, tais como "Ignited" de T.M.Revolution. O terceiro tema de abertura, Bokutachi no Yukue foi realizado por um recém-chegado de 15 anos Hitomi Takahashi, e lançado em 13 de abril de 2005. A seleção do Takahashi anteriormente desconhecido refletia a de Nami Tamaki, que foi escolhida para cantar o terceiro tema de abertura para o original Gundam SEED. Além disso, duas músicas inseridas que foram usadas em 'Gundam SEED Destiny' alcançaram fortes vendas e popularidade. Estes incluem "Honoo no Tobira", realizado por FictionJunction Yuuka. e vestige, realizado por T.M.Revolution.
Dois álbuns de compilação, incluindo temas de crédito e músicas de inserção, também foram lançados, além de um álbum adicional, incluindo músicas de Gundam SEED e Gundam SEED Destiny. O primeiro disco de compilação, "Mobile Suit Gundam SEED Destiny Complete Best", foi lançado em 7 de maio de 2006 e incluiu os oito temas com remixes. Uma versão deluxe deste mesmo álbum, que incluiu uma caixa e um DVD contendo as filmagens de animação de abertura e final, também foi lançado. Um conjunto de dois discos, Mobile Suit Gundam SEED - SEED DESTINY Best: THE BRIDGE, continha músicas de ambas as séries, bem como a série personagem Suit e foi lançado em 22 de novembro de 2006. A versão de primeira impressão deste álbum incluiu um folheto, cartaz de arte e pôster.

### Jogos
Vários jogos de baseados em Gundam SEED Destiny foram lançados. Para o PlayStation 2 havia Kidou Senshi Gundam SEED Destiny: Rengou vs ZAFT e Mobile Suit Gundam SEED Destiny: Geração de C.E. Kidou Senshi Gundam SEED Destiny: Rengou vs ZAFT II Plus foi originalmente lançado como um jogo de arcade sob o nome de  Mobile Suit Gundam Seed Destiny: Rengou vs. Z.A.F.T. II, e mais tarde portado para PS2. O port para PS2 foi lançado em 7 de dezembro de 2006. Para o PlayStation Portable foi lançado Kidou Senshi Gundam SEED: Rengou vs ZAFT Portable, enquanto que para o Game Boy Advance foi lançado um jogo com o mesmo título da série em 25 de novembro de 2004.
Vários jogos de crossover também foram lançados. Estes incluem os jogos de franquia Gundam: Dynasty Warriors: Gundam, Dynasty Warriors: Gundam 2, Mobile Suit Gundam: Gundam vs. Gundam, e a série SD Gundam. Outras séries incluem o Super Robot Wars, debutando em Super Robot Wars K, Super Robot Wars L, Super Robot Wars Scramble Commander the 2nd, Super Robot Wars Z, Super Robot Wars UX, Super Robot Wars Z2 Hakai-hen, Super Robot Wars Z2 Saisei-hen, Super Robot Wars Operation Extend, Super Robot Wars Z3 Jigoku-hen, Super Robot Wars Z3 Tengoku-hen, Super Robot Wars Card Chronicle e Super Robot Wars V. Outros jogos com personagens de Gundam SEED Destiny é Another Century's Episode R e Another Century's Episode Portable.

### Outras mercadorias
O anime foi adaptado em uma série de cinco light novels por Riu Goto, que anteriormente escreveu a adaptação das novels de Gundam SEED e publicada por Kadokawa Shoten. O primeiro volume foi lançado em 1 de março de 2005 e o último em 1 de abril de 2006. Kodansha também publicou três séries de revistas sob o rótulo de "Arquivo Oficial" que se concentram na análise de personagens e mobiles suits.